# Abbaye Saint-Avit-les-Guêpières
Pour les articles homonymes, voir Saint-Avit.
L'abbaye Saint-Avit est une ancienne abbaye bénédictine de femmes, édifiée sur la commune de Saint-Denis-les-Ponts, en France, et aujourd'hui détruite. Elle dépendait du diocèse de Chartres.

## Localisation
L'abbaye s'étendait sur une superficie longeant le parking de l'hypermarché Leclerc de Saint-Denis-les-Ponts, situé sur la D927.

## Histoire

### Origines
Selon la vie légendaire de saint Avit et de saint Calais, ces saints seraient venus tous les deux vers 523-525 dans cette région pour trouver plus de solitude propice à leur rencontre avec Dieu. Ils s'arrêtent à deux kilomètres en amont de l'étang de Boisvinet sur les communes de Saint-Avit-au-Perche et Le Plessis-Dorin. Ils y construisent ensemble une celle auprès d'une source. Le roi Childebert ayant ses territoires de chasse à proximité finit par avoir connaissance de la vie des deux ascètes et décide d'offrir à ses frais la construction d'un monastère et de son église en ce lieu appelé Piciacus, ou encore Piciacum (Poissy), Picié, ou Pissay, qui devint Saint-Avit-au-Perche, dont les bâtiments seront détruits au cours des IXe et Xe siècles par les Normands.
Saint Avit en devint le premier abbé vers 525.

### Refondation auXIesiècle
Après ces événements, ce sanctuaire sera reconstruit à Saint-Denis-les-Ponts à proximité de Châteaudun grâce à la générosité des seigneurs locaux. Parmi ceux-ci, Ganelon II (Gaucelin) de Montigny (vers 991-vers 1061), seigneur de Montigny, qui sera plus tard moine à l'abbaye de Marmoutier, fils de Ganelon Ier de Tours (né vers 972) et petit-fils Gauthier II de Tours, vicomte de Tours, trésorier de Saint-Martin de Tours. Ils étaient vassaux du comte de Blois pour lequel ils exerçaient au moment de la conquête de la Touraine par Geoffroy Martel[réf. nécessaire].
Saint Avit de Micy étant mort vers l'an 530 et inhumé à Orléans, un conflit éclata entre la ville d'Orléans et celle de Châteaudun pour disposer des reliques du saint. Orléans garda le corps et consentit à remettre à Châteaudun un bras, tandis que Saint-Avit-au-Perche ne reçut aucune relique[réf. nécessaire].
Ce reliquaire en forme de bras en argent, terminé par une main bénissante, avec un hublot vitré permettant de voir un morceau de la relique, fut créé au XIIe siècle et déposé à l'abbaye pour recevoir la vénération des habitants de la région tout au long des siècles, principalement le lundi de Pâques. Ce reliquaire est conservé à l'abbaye Notre-Dame-du-Pré de Valmont, apporté par les religieuses fuyant l'abbaye lors de la Révolution française en 1791, d'abord rue André-Gillet à Châteaudun jusqu'en 1809, puis autorisées à rejoindre la communauté Saint-Nicolas de Verneuil-sur-Avre (Eure), qui elle-même a rejoint en 2001 la communauté de l'abbaye de Valmont[réf. nécessaire].

### XIIe–XIIIesiècle
Alix de Gondreville fait des dons aux religieuses de Saint-Avit,.

### XIVe–XVIesiècle
François Ier d'Orléans-Longueville (1447-1491), comte de Dunois, comte de Tancarville, de Longueville et de Montgomery, baron de Varenguebec et Parthenay, vicomte de Melun, Grand chambellan de France, gouverneur de Normandie et du Dauphiné, connétable et chambellan de Normandie, marié le 2 juillet 1466 avec Agnès de Savoie (1445-1508), d'où est issue la branche des Orléans-Longueville, ducs de Longueville et princes de Neuchâtel. Remet à l'abbaye en 1491 : « actendu la grant ruyne et démolicion d'icelle abbaye de 20 s de rente  qui lui étaient dus à cause d'un aunay en la paroisse de Saint-Denis, près Châteaudun ».
Nommé en 1525, l'évêque de Chartres Louis Guillart (mort en 1565) fait visite le 29 décembre 1526 aux religieuses de Saint-Avit-lès-Châteaudun, auxquelles il imposa des statuts plus rigoureux. En 1553, François Talvatz et son substitut Guillaume Noyer rédigent des baux de maisons et de terres, que signent: Madeleine de Warty, abbesse; Françoise de Baudereuil, prieure claustrale; Madeleine du Reynier, chantre; Jeanne de Seronville; Isabeau de la Forêt; Marquise de Varennes; Marie du Plessis; Marie de Thiville; Jeanne de Gozolles, trésorière; Anne de Brosset; Madeleine Sarrazin; Charlotte de Launay; Louise de Warty; Clairmonde de Tucé. Entre le début février et la fin mars de 1554, les religieuses font une transaction avec Pierre de Honville, seigneur de la Gélusière, pour la succession de Marguerite de Honville ancienne abbesse
Un accord est passé au cours du premier trimestre 1551 par devant le notaire de Châteaudun : Lauber Leber, et Antoine Leber son substitut, entre les gagers de Vitray-en-Beauce et les religieuses, pour la réédification et réparation de la démolition d'une muraille qui faisait clôture des héritages des dites religieuses et du cimetière de l'église de Vitray
Le 24 juin 1556, l'abbesse Madeleine de Warty passe un accord signé avec le boucher Henri Masson pour fournir l'abbaye en viande nécessaire, au prix de 12 deniers la livre de veau, de bœuf et de mouton, et de 8 sous pour le ventre, la fressure, les pieds et la tête de veau.

### XVIIe–XVIIIesiècle
Henri IV, délivre le 8 février 1600, depuis Paris, un brevet aux fermiers et receveurs de l'abbaye, leur permettant de tirer à l'arquebuse, les loups, renards, blaireaux, oiseaux de rivière et autre gibier non défendu, sur les terres et marais dépendant de l'abbaye, nonobstant les défenses faites à ce sujet.
L'abbesse Madeleine de Masquerel doit faire au premier trimestre de l'année 1601 un emprunt signé à l'étude de maître Guichelein notaire, afin d'effectuer des travaux de réparations au prieuré de Boisseleau.
Au début de son abbatiat, Catherine I d'Illiers de Balsac entreprend des travaux de restauration et d'entretien de son abbaye. En janvier 1622, elle passe un traité avec Marc Guillois, maçon, pour faire une muraille de chaux et de sable autour du clos appelé le Muids, joignant l'abbaye de Saint-Avit « aux deux coins de laquelle muraille il y aura deux croix de pierre de taille dure ausquelles seront les armes de ladicte dame ». Au mois de mars, elle passe un marché avec le charpentier François Boullay et le couvreur Jean Mauger pour la restauration du clocher de l'église abbatiale de Saint-Avit.
Elle signe par devant maître Jacques Foucault, notaire, en mars 1627, un marché avec Sébastien Beaufort, vigneron pour « arracher et oster et deffaire tous les vielz fondemens qui sont à oster de l'ancienne muraille estant dans l'encloz du jardin d'icelle abbaye ».
Catherine II d'Illiers de Balsac entreprend la remise en ordre de son abbaye en rétablissant la discipline et la construction de nouveaux bâtiments, et la rénovation des anciens en achetant notamment des pierres de taille et briques en provenance d'un édifice en ruines à l'entrée du village d'Etauville, en mai 1664.
Ferdinand de Neufville de Villeroy (1608-1690), évêque de Chartres et Henri Arnauld (1650-1692) mandatent le 18 octobre 1669 Sulpice Douer, prêtre curé, baron de Binas, en compagnie d'Audoin Croisme, avocat au Parlement de Paris pour leur faire un état des lieux et des revenus de l'abbaye, en vue de l'union du prieuré Saint-Blaise à celle-ci[réf. nécessaire].
En 1735 la grêle et les inondations touchent les terres de l'abbaye et détruisent, récoltes et pâturages, les obligeant  à déposer une requête pour être exemptées pendant quatre ans du paiement des décimes, dons gratuits et autres impositions. L'abbé Philippe de Ligneris (1667-1751), chanoine de la cathédrale de Chartres écrira à l'abbesse le 1er août 1735, pour lui exposer la procédure à suivre pour être indemnisé des pertes subies.

## Description
En juillet 1633, l'abbesse Catherine I d'Illiers passe un marché avec Jean Serceau, marchand menuisier « pour lambrisser et chambriller le dessoubz de la couverture entière de la grande église de Saint-Avy ».
Les minutes du notaire Oudard Lange mentionnent qu'en septembre 1637, Françoise Guichelin, veuve de Michel Denrée lègue 300 livres à l'abbaye pour faire un ornement pour le maître-autel de l'église abbatiale.
Le rapport du père Sulpice Douer du 18 octobre 1669[réf. nécessaire] mentionne que l'église est grande, recouverte d'ardoises, que les religieuses ont un grand dortoir, que l'abbesse possède un corps de logis, qu'il y a un grand jardin clos de murs de deux toises de hauteur et contenant quatre arpents ou environ, ainsi qu'un autre grand enclos appelé le muid, trois cours pour les nécessités des granges, écuries et autres bâtiments pour les bestiaux, un pressoir, un colombier, une petite prison (près du chapitre), cloître, ainsi que d'autres bâtiments pour la commodité de l'abbaye : (réfectoire, cuisines, cellier, etc.). Les experts notent : « grands bâtiments en bon état, pouvant accueillir beaucoup de religieuses, beaucoup de frais d'entretien ». En dehors de la clôture, un corps de logis était destiné aux ecclésiastiques et aux domestiques.
Au XXIe siècle, il ne reste de cette abbaye que :
- Une statuette en marbre d'une Vierge à l'Enfant assise (XVe siècle), conservée dans l'église paroissiale Saint-Denis de Saint-Denis-les-Ponts,  Inscrit MH (1906)[19] ;
- Deux tableaux dans l'église Saint-Valérien de Châteaudun :
  - Sainte Catherine (XVIIe siècle), huile sur toile, 203 × 124 cm,  Inscrit MH (2019)[20] ;
  - Saint Jean Baptiste (XVIIe siècle), huile sur toile, 200 × 128 cm,  Inscrit MH (2019)[21].

Un plan de cette abbaye et de plusieurs parties adjacentes est conservé à Paris à la Bibliothèque nationale de France dans le fonds de Barré de Boisméan.

## Propriétés et revenus

### Cures, prieurés, et chapelles

#### Cures
- Église Saint-Nicolas de Bourguérin (fin XVe ou début XVIe siècle, vers 1631, XIXe siècle). Droué désignait le château situé entre deux paroisses, Bourguérin et Boisseleau, qui avaient chacune leur seigneur, un à Bourguérin et l'autre à Droué, et chacune leur église, dépendant l'une et l'autre de l'abbaye de Saint-Avit de Châteaudun. La bulle de 1177 confirmant les bien de cette abbaye mentionne : « Ecclesiam Beatae Mariae de Boisselis et in eadem parrochia capellam Sancti Nicholai[23] ». Les pouillés citent Bourguérin[Note 2]. L'église fut rebâtie à la fin fin du XVe ou au début du XVIe siècle et allongée en 1631 d'une travée à l'ouest avec le portail, comme en témoigne l'inscription, aux frais d'Isaac du Raynier qui avait réuni les seigneuries de Droué et de Bourguérin. De chaque côté se trouve une chapelle fin XIXe siècle.
- Église Notre-Dame de Boisseleau (XIIe siècle et 1537, 1572),  Inscrit MH (1973), par arrêté du 11 avril 1973. Un accord fit trouvé entre les religieuses de Saint-Avit et Galiot de Beaux-Oncles, seigneur d'Aut(h)ainville, pour le patronage de la cure de Boisseleau au début de l'année 1592[24]
- Église Saint-Denis de Vitray-en-Beauce (1550), au diocèse de Chartres[25].
- Église Saint-Denis de Saint-Denis-les-Ponts. En avril 1676 sommation est faite aux habitants de la paroisse de nommer des gagers pour cette église, par Catherine II d'Illier de Balsac en sa qualité de patronne et fondatrice de cette église[26].
- Église Saint-Agil Saint-Fiacre de Saint-Agil, donnée par Mathieu de Saint-Agil, entre 1112 et 1137  ou vers 1035 selon R. de Saint-Venant[27].

#### Prieurés
- Prieuré Saint-Blaise-lès-Brissac : l'abbesse du prieuré près de Broichesac signe un bail en 1371 avec le diocèse d'Angers, ainsi que pour la chapelle de Saint-Gaudon  à Quincé [28]. Le 12 octobre 1669, Jean Lemercier[Note 3], Christophe Blondeau[Note 4], André Chauveau[Note 5] et Jean Lemercier greffier, décrivent : « Nous avons trouvé en ce lieu une chapelle de trois toises et demie de large et huict toises et demie de longueur[Note 6], mal ornée, sans sacristie, dont les murailles menacent ruine du costé du levant, couverte d'ardoises, non pavée, ni propre à la conventualité, n'y ayant aucune grille, qui réponde au corps de logis cy après desservi ; un petit corps de logis composé de deux chambres en bas, l'une servant d'escurie et l'autre de toit aux vaches, de deux petites chambres en haut avec cheminées, où loge la fermière dudit lieu, greniers au-dessus, une petite cour au-devant la porte dudit logis dans laquelle il y a un puy, une petite grange et deux petites bergeries couvertes de jonc, le tout, sans aucune clôture, ny marque qu'il y en ayt jamais eu, esloigné de l'esglise paroissiale de demy quart de lieue et de la ville d'Angers la plus prochaine, de trois lieues. Le tout situé sur un grand chemin tendant de Brissac à Doué[29]. »
  - Prieures : 
    - Agnès de la Trie, prieure en 1546[30], encore en poste en  1558[31]
    - Catherine de Guesdron : en juillet-août 1650, elle signe le bail du revenu temporel de son prieuré à l'étude du notaire Guillaume Lecoq[32]. En mars-avril 1656, elle signe un accord avec Nicolas de Beaufils, seigneur de Jumeaux, au sujet de l'héritage de Claire de Boisset, femme dudit Beaufils[33] ;
    - Catherine Geray, réceptionnée comme religieuse de l'abbaye le juillet 1662[34], elle est en 1669 prieure de Saint-Blaise et demande le 11 octobre 1669 à l'évêque d'Angers l'union de son prieuré à l'abbaye de Saint-Avit.
- Prieuré de Boisseleau, à Droué église prieurale du XIIe siècle,  Inscrit MH (1973), avec une abside en cul-de-four et un bas-côté incomplet datant du XVIe siècle flanquant une partie de la nef au nord. La nef est couverte de lambris avec la date de 1572 et des armoiries qui seraient celles de l'abbesse de Saint-Avit. Le bas-côté tenant lieu de chapelle seigneuriale  date de 1537 et comprend trois travées lambrissées avec en extérieur trois pignons à Chapelle de Boisseleau[35]. Au dire de Jacques Guisseteau, jardinier de l'abbaye depuis 45 ans : « que les prieures vivaient fort mal dans les prieurés et il a ouy dire que l'abbesse alla quérir par la force la prieure de Boisseleau et plaça ses deux enfants à l'Hôtel-Dieu de Chartres[29]. »
  - Prieures :
    - Antoinette de Chastellux, en poste en 1546, elle est également prieure du Pont-de-Gennes[30]
    - Louise de Manneville prieure, co-signe en 1601 l'emprunt pour faire les réparations[36] ;
    - Anne Dupin en 1656[37] ;
    - Françoise de Sillans en 1669.
- Prieuré Saint-Agil : sur la commune de Saint-Agil. D'après un manuscrit de l'abbé Brès, curé de Souday au XVIIIe siècle, l'église fut donnée à l'abbaye de Saint-Avit par Mathieu de Saint-Agil, entre 1112 et 1137 selon les uns[Note 7], ou plutôt vers 1035 selon R. de Saint-Venant[38]. Le prieuré de Saint-Avit y subsista jusqu'en 1670.
  - Prieures : 
    - Marie de Sercey : en 1546, elle co-signe un bail pour le lieu de la Motte-d'Olivet[39]. Elle donne à bail, en 1548, les dîmes, terrages (Droit pour le seigneur de prélever du blé ou des légumes sur les produits des tenures rurales.)[40] et champarts dépendants du prieuré, par devant François Talvatz, notaire[41]
    - Marie Seigneuret : elle signe à bail, des biens dépendants de l'abbaye en mai-juin 1656 et en juillet-août de la même année, elle fait aveu à Jacques de Courtarvel, seigneur de Saint-Remy, pour le manoir dudit prieuré et des terres en dépendantes[42] ;
    - Silvie de Sillans en 1669.

Au dire de Jacques Guisseteau, « que les prieures vivaient fort mal dans les prieurés et il a ouy dire que l'abbesse alla quérir par la force la prieure de Saint-Agil, après un accouchement et la mit dans sa petite prison à côté du chapitre. ».
- Prieuré Saint-Étienne-des-Genêts, dit aussi Saint-Victor-des-Genêts, paroisse de Vieuvicq, près d'Illiers. Marché passé pour la réparation de la chapelle du prieuré en janvier 1485 devant maître Jean Prévost notaire[43].
  - Prieures : 
    - Marguerite des Cartes en 1546, elle co-signe un bail pour le lieu de la Motte-d'Olivet[39]. Elle vend en février 1566, à Jacques des Cartes, sieur du Guérinet, paroisse d'Orchaise, la moitié de la métairie de Saint-Étienne des Genêts[44].
    - Madeleine Sarrazin eau début de l'année 1589, elle reçoit l'autorisation de son abbesse Marie de Serviat de faire abattre les chênes dépendants du prieuré pour les employer aux réparations des logis de son bénéfice[45]. En 1596, demande à l'abbesse l'autorisation d'aliéner la métairie de la Fontenelle ruinée par le feu [46]
    - Silvie de Sillans en 1656[47] ;
    - Marguerite Daguet en 1669.
- Prieuré Saint-Michel de Beaumont-le-Chétif, ou le Chartif, commune de Beaumont-les-Autels. Don d'Alix de Friaize à l'église Saint-Michel de Beaumont en 1204[2],[3].
  - Prieures : 
    - Roberte de Villarceaux, prieure de Saint-Michel de Beaumont en 1506[2],[3] ;
    - Mathurine de Montireau, fille de Jean de Montireau, seigneur du lieu, prieure de Beaumont en 1546, résidente à Saint-Avit. En 1561 et 1562, elle, en sa qualité de prieure de Beaumont, ainsi que son abbesse Madeleine de Warty, et d'autres religieuses   signent chez le notaire Guillaume Noyer des baux pour les terres de l'abbaye[48].
    - Marie de Montireau, prieure de Beaumont en 1549[2],[3] ;
    - Anne-Catherine Lejay, ou Le Geay en 1670[49].

Dans son témoignage de 1669, le père Bellier dit que ces prieurés ne valent pas plus de 6 000 livres de revenus, mais qu'ils sont nécessaires à la maison mère pour pouvoir subsister. Il ajoute que les prieures étant toutes professes et demeurant à l'abbaye, mènent une vie rangée, ce qui n'était pas le cas lorsqu'elles demeuraient dans leur prieuré et qu'il était notoire de la vie « scandaleuse » qu'elle y menaient.
Outre les prieurés ci-dessus, l'abbaye possédait également :
- Prieuré de Romilly, sur la commune de Romilly, dans le Perche, donné en 1128 par Arraud ;
- Prieuré Notre-Dame de Fontenay-sur-Conie[Note 8] , fondé en 1186 par Marthe de Lanneray sur le bord de la Coni. Sa chapelle fut profanée à la Révolution et servit de grange jusqu’en 1875. On y venait en pèlerinage des villages environnants pour prier et implorer la pluie en période de sécheresse. En 1485, Jeanne Lejeune, abbesse de Saint-Avit, reçoit quittance pour réparations faites à la chapelle de Notre-Dame de Fontenay-sur-Conie[51]. Plaintes en 1605 par l'abbesse de Saint-Avit contre les prieures de Saint-Blaise de Quincé (Maine-et-Loire) et de Fontenay-sur-Conie, qui n'ont pas comparu au chapitre. Prieuré régulier, puis simple, dépendant des bénédictines de l’abbaye de Saint-Avit. Les baux des biens et revenus de ce prieuré sont conservés de 1552 à 1678 à la Bibliothèque nationale de France, fonds Barré de Boisméan[52]. En octobre 1668, l'abbesse Catherine II met à bail le revenu de ce prieuré[53].
  - prieures : 
    - Jeanne des Loges, elle co-signe un bail pour le lieu de la Motte-d'Olivet[39].
    - Charlotte d’Estampes, prieure claustrale de l’abbaye de Saint-Avit et prieure de Fontenay-sur-Conie en mai 1656.
- Prieuré Sainte-Gemme-en-Drouais, commune de Sainte-Gemme-Moronval, semble avoir été fondé par le comte Robert II de Dreux en 1189 et dépendait de l'abbaye Saint-Avit. Ce seigneur fit construire en 1203 à proximité du prieuré un moulin à blé qui fonctionnait encore à la fin du XVIe siècle. À cette époque, Charles de Balsac d'Entragues son propriétaire le fit transformer en moulin à foulon. Devenu abbaye, elle fut ruinée par la guerre de Cent Ans et ne possédait plus en 1441 que 10 livres tournois de revenus. Par une bulle du pape Eugène IV, cette abbaye fut réunie à l'abbaye Notre-Dame de Coulombs, près de Nogent-le-Roi et reçut des hommes. Il redevint prieuré qui subsista jusqu'à la Révolution. Il possédait une cloche baptisée Charlotte-Thérèse en 1680[54] ;
- Prieuré Saint-Gilles-et-Saint-Victor du Pont de Gennes à Pont-de-Gennes, , au pied de Montfort dans le Maine. Fondé, sous l'épiscopat de Hoël du Mans (1045-1097), évêque du Mans (1085-1097), par Agnès, femme de Hugues de Gennes, dont les deux filles Pétronille et Héloïse de Gennes prirent le voile à l'abbaye de Saint-Avit[50]. Il semble que le vocable est changé pour devenir Saint-Gilles-et-Saint-Loup[55]. En mai 1650 Catherine I d'Illiers de Balsac donne procuration en l'étude de maître Michel Mauduit pour visiter les bâtiments, métairies, bordages et closeries du prieuré de Pont-de-Gennes[56]. En juillet 1632, maître Oudard Lange, notaire enregistre la permutation de ce prieuré entre Jacqueline d'Illiers et Claude de Veauce, abbesse de l'abbaye cistercienne de Bonlieu[57]. En 1688, les bâtiments ne sont plus propres à recevoir des religieuses, celles-ci laissant la gestion à un fermier général, dont le dernier dénommé Lemarié fait détruire la grange dîmière. Supprimé à la Révolution, il est morcelé et vendu. Il conserve sa grande salle romane. Du prieuré construit au XIIe siècle ne subsiste qu'un pan de mur attenant à l'église, correspondant à l'ancienne salle capitulaire, avec ses baies géminées romanes. Du cloître en bois subsiste un corbeau dans le mur nord de l'église[58][réf. à confirmer] ;
  - prieure : 
    - Jeanne de Baigneux en 1493. Elle vend des biens, sis sur le chemin de Montfort au Pont-de-Gennes[59] ;
    - Jeanne de Houville, prieure, reçoit en 1514 de Nicolas de Mondragon, sieur de Monchevereau, 38 sols et 2 poules de rente que lui devait Regnault Pillon[59]. En 1518, Louis Macé, curé de Vibraye s'adresse à  elle pour un pré sis à Vibraye[60] ;
    - Antoinette de Chastellux, prieure entre 1546 et 1570, accusée d'hérésie pour avoir voulu tenter de rétablir une certaine rigueur monastique[61]. Il reste une archive de 1557 de François Deluère, écuyer, sieur de La Roche, concernant « une pièce de rivière nommée le Gué de l'Isle avec les îles et isleaux », le tout sis en la rivière de d'Huisne dans la paroisse de Pont-de-Gennes[62]. Elles est également prieure du Pont-de-Gennes[30]
    - Claude de Meung, prieure en 1612, reçoit la déclaration de damoiselle Judith Le Breton, pour le Gué de l'Isle[63]. Elle fait au premier trimestre 1613 échange de rentes avec Nicolas Noël, maître de l'hospice des Ardents du Mans[64] ;
    - Jacqueline d'Illiers, prieure en 1623, reçoit la déclaration de Mathieu Langlais, fils de Macé Langlais, et de Julienne Pillon pour une pièce de terre sis au lieu de Pislocques[63] ;
    - Claude de Vanssay ou  de Vancé, prieure en 1635, reçoit la déclaration de Marin Mareschal pour la portion de terre près de la Mauvaise-Mare et de Puislocquer, ainsi que celle de Renée Amellon, veuve de noble René Richer avocat du roi au présidial du Mans, pour le moulin de Bray, ainsi que celle de Jean du Billon, sieur de La Pérauderie, pour portions de terre en la vallée de Tubœuf. En 1643 elle reçoit la déclaration de Denis Leconte scolastique et chanoine de l'église du Mans, prieur de Saint-Mars-la Bruyère, pour deux portions de rivière près du Gué de Dissé[63] ;
    - Anne de Montodion, prieure en 1646, reçoit la déclaration d'Innocent Bodin pour le champ d'Ahault, près de Saint-Mars[réf. nécessaire] ;
    - Charlotte d'Estampes, ou Anne-Charlotte d'Estampes, prieure claustrale de l'abbaye et du prieuré de Pont-de-Gemmes (1650)[65]. En 1655, elle y reçoit les déclarations de Jean Marteau pour une pièce de terre près du lieu de La Goberie en Saint-Mars, par Julien Crépon, curé de Fatines pour une pièce de terre au grand clos de vigne de La Chesnaye en Saint-Mars, par René Mézengeau pour une maison au bourg de Pont-de-Gennes, par Marin Pillon, pour une maison près de la maison du Dauphin et la rue aux Dames au Pont-de-Gennes, par Claude Pasquier, pour une portion de pré sur la rivière d'Yaigne (Huisne), au Pont-de-Gennes[66]. Déclaration en 1656 de Christophe Pillon, chirurgien, pour le champ du Codicille, au Pont-de-Gennes. En 1671, déclaration de Gabriel Salmon pour une maison au lieu des Tuaudières[réf. nécessaire] ;
    - Catherine Le Geay, ou Lejay prieure en 1677, reçoit la déclaration de Françoise Le Meusnier, veuve de René Mézangeau, pour maison et jardin au bourg de Pont-de-Gennes, et la même année, celle de François Houdayer, mari de Rollande Pillon, fille de feu Marin Pillon, pour maison au même lieu[67]. En 1687, elle reçoit de René Martigné, curé de Pont-de-Gennes, la déclaration pour une maison appelé La Prinstrie, ainsi que de Simonne Bontemps, pour partie du champ de La Vallée, de Mathurin Cornu, chirurgien au Pont-de-Gennes, pour divers biens situés au Pont-de-Gennes, par Charles Bailly, chevalier, seigneur de Saint-Mars et Saint-Denis du Tertre, pour un pré dépendant de sa métairie de La Beccanne, par Antoine Fautrax en 1691, curé de Connéré, pour un droit de rivière et garenne à poisson dans l'Huisne, depuis l'écluse du moulin de Chailloué, jusqu'au ruisseau qui descend du Gué d'Arançay, en ladite rivière, ainsi que par Catherine Beleu, veuve de François Beleu, pour le champ Marçais, en Saint-Mars. En 1721, elle reçoit les déclarations de Mathieu Lagogné, curé de Saint-Mars, pour la portion de la rivière d'Huisne[68].

#### Chapelles
- Chapelle Saint-Étienne de Vieuvicq : Marché passé en 1485, par devant le notaire de Châteaudun: Jean Prévost, pour les réparations de cette chapelle appartenant à l'abbaye Saint-Avit[69]

### Seigneuries, terres, métairies, et maisons
Plusieurs métairies existaient selon l'état des lieux de 1669.

#### Seigneuries
- Seigneurie de Bouart, les religieuses en font aveu à Étienne Le Bordier;, seigneur de Villemardy, gouverneur de Vendôme, pour la seigneurie de Bouart, paroisse de Champigny[70].
- Seigneurie de Boursay, et ses terres, mis à bail pour 99 ans par les religieuses en 1603 au profit de Gilles de Voré (mort en 1611) [71], seigneur de l'Espicière[72]. Son successeur est-il Anne de Voré[73]?
- Seigneurie de Mondoubleau, aveu en janvier 1591, au roi de France Henri IV, par les religieuses, pour sa seigneurie de Mondoubleau, du fief et seigneurie de Romilly fait par devant maître Barthélemy Guichelin, notaire[74]
- Seigneurie de Romilly-au-Perche: un bail emphytéotique de cette seigneurie est signé en l'hiver 1605 par les religieuses au profit de François de Chadieu, abbé de l'abbaye Notre-Dame de Blanche-Couronne, auprès du notaire Barthélemy Guichelin[75]
- Seigneurie de Saint-Jacques-d'Aigrefoin : au début de l'année 1587, un accord intervient entre les religieuses et Antoine Leduc, seigneur de la Rousselière, pour la seigneurie de Saint-Jacques-d'Aigrefoin en la paroisse de Bouffry[76]

#### Terres, cours d'eau et canaux
De décembre 1561 à mars 1562, les terres de l'abbaye seront mises à baux devant le notaire: Guillaume Noyer, par les religieuses qui signent : Madeleine de Warty, abbesse; Françoise de Baudereuil, prieure claustrale; Mathurine de Montireau, prieure de Beaumont; Jeanne des Loges; Marie du Plessis; Antoinette des Loges; Nicole de Saumery; Yvonne de Montireau; Jeanne d'Illiers; Roberte de Sapion;: Madeleine Sarrazin.
- Romilly (Eure-et-Loir), donné à bail à Charles Rollandin, notaire à Mondoubleau par Catherine I d'Illiers de Balsac par devant maître Oudard Lange et son substitut Guillaume Lecoq, le juillet 1628, des cens, rentes, terrages, gauds et ventes appartenant à ladite abbesses sur le bourg et paroisse de Romilly[78].
- La Motte-d'Ollivet sur la paroisse de Saint-Martin-lez-Orléans donnée à bail par les 22 religieuses qui signent: Marie de Théligny, prieure claustrale; Dauphine de Renty, chantre; Jeanne de Seronville; Marie de Sercey, prieure de Saint-Agil; Marguerite des Cartes, prieure de Saint-Étienne, autrement Saint-Victor-des-Genêts; Jeanne des Loges, prieure de Notre-Dame de Fontenay-sur Conie; Mathurine de Montireau, prieure de Saint-Michel de Beaumont; Isabeau de La Forest; Agnès de la Trie, prieure de Saint-Blaise; Antoinette de Chastellux, prieure de Boisseleau et du Pont-de-Gennes; Marie de Ponts; Marquise de Varennes; Charlotte le Chevalier; Marie de Thiville; Marguerite de Lescaze; Jeanne d'Illiers; Nicole de Saumeray; Renée de Sercey; Yvonne de Montireau; Madeleine Sarrazin; Anne de Brosset; Marie de Sourches, l'acte devant Laumer Leber, notaire, et Guillaume Noyer son substitut[79].
- Grands-Ridrets et du Taillis, paroisse de Saint-Pellerin, en 1703 Pierre Darde, notaire de la châtellenie de Courtalain enregistre dans ses minutes la reconnaissance par Michel Loger, sieur des Ridrets d'une rente de 7 boisseaux de blé méteil due à l'abbaye de Saint-Avit pour ces lieux[80].
- Canal entre la rivière de Mongasteau depuis le cours de Vauguérin jusqu'à l'endroit des trois premières arches du grand pont de Pont. Autorisation de Pierre Barton de Montbas, seigneur des Coudreaux, donnée à Catherine II abbesse de Saint-Avit en septembre 1672 pour creuser ce canal[81].
- Gué au devant des moulins de Villouzier, paroisse de Lutz-en-Dunois. Accord entre Claude Joncquet et les religieuses de Saint-Avit « pour un droit de passage avec charrettes et chevaux par dedans le guay qui est au-devant des moulins de Villouzier »[82].

#### Métairies
- Métairie de Bardelles, ou Bardillet, sur la paroisse de Péronville en 1456 donnée à bail à vie aux époux Langlois[83]. En décembre 1663 l'abbesse Catherine I, donne à bail la métairie de Bardillet sur la paroisse de Péronville[84].
- Métairie de La Tréhendière, paroisse de Langey, donnée à bail en août 1619 par les religieuses en l'étude de Jacques Foucault, notaire[85]. Donnée à bail devant maître Oudard Lange, notaire, et son substitut Laurent Philippe en janvier 1634[86]. Les lieux et la métairie font l'objet d'une transaction  entre les religieuses et les détenteurs, avec l'acquisition par Doysneau d'une partie des lieux en 1516[87].
- les Genêts, paroisse de Saint-Denis-les-Ponts, une pièce de gast (terre inculte) en 1496[88].
- Métairie de Jallans : à la fin de l'année 1557, les religieuses signe un traité avec Jean Bouchon, charpentier, pour relever la grange de leur métairie[89].
- Métairie de Tourvoie, paroisse de Saint-Denis-lès-Châteaudun[90].
- Métairie de la Fontaine-Marie sur la commune de Douy, métairie dont les titres de propriétés et les sentences concernant ce lieu et la métairie appartenant à l'abbaye de Saint-Avit sont conservés de 1455 à 1627[91]. Métairie donnée à bail par les religieuses en 1576-1577[92].
- Métairie de Fontenelle, paroisse d'd'Écoman, donnée à bail le, avril 1672 par Catherine II d'Illiers, devant maître Pierre Savigny notaire[93].
- Métairie du Coudray, paroisse de Lanneray, donnée à bail en juin 1649[94].
- Métairie de la Lignetière, offerte à l'abbaye par Guillaume du Plessis, seigneur du Mée lors de la réception de sa fille Adrienne du Plessis comme religieuse dans ce monastère en 1704[95].
- Métairie de La Rougerie, paroisse de Lanneray, donnée à bail en juin 1649[94].
- Métairie de Veillé (z), sur la paroisse de Langey, donnée à bail en juin 1587 par Marie de Serviat abbesse[Note 9]; Charlotte le Chevalier; Nicole de Saulmery; Louise de Warty; Marguerite de Peyne; Madeleine de Masquerel; Ancelotte d'Arlanges; Louise de Riclènes; Marie de Lerare; Péronnelle de Riclènes; Louise de Manneville; Diane Dotile; Françoise Coursier[96]
- Métairie de la Motte Saint-Avit sur la paroisse de Saint-Martin-sur-Loiret. En avril 1581, les religieuses vendent celle-ci à Arnoul Boucher, seigneur d'Orsay [97].
- Métairie de Saint-Étienne-des-Genêts propriété du prieuré Saint-Étienne-des-Genêts, cédée pour la moitié par la prieure Marguerite des Cartes à Jacques des Cartes, sieur du Guérinet en la paroisse d'Orchaise en février 1566 [98].

#### Maisons
- La Bigotière sur la paroisse de Langey. Don fait aux religieuses d'une maison et dépendances par Mathurin de Mervilliers en 1525[99].
- Manoir du prieuré de Saint-Agil.
- Maison sise devant le cimetière de Saint-Denis-les-Ponts donné à bail à François Jourdan, curé dudit Saint-Denis[100].
- La Barrogerie, maison appartenant aux religieuses, près de l'église de la paroisse Saint-Denis-lez-Châteaudun vendue en avril 1623 aux habitants, pour servir de presbytère[101].

#### Moulins
- Moulin d'Ecoublanc, paroisse de Marboué. En mai 1660 l'abbesse Catherine I d'Illiers de Balsac passe un marché devant le notaire Charles Mauduit pour faire procéder à la réparation des chaussées de ce moulin[102].
- Moulins de Saint-Avit : en septembre 1652, un marché est passé entre les religieuses et Louis Arnoul charpentier pour les réparations des moulins de Saint-Avit[103].
- Moulin et rivière de Séglan (d) :  moulin, sur le Loir, donné à bail au printemps de 1555 par les religieuses[104]. En juin 1622, un procès-verbal de visite, des réparations nécessaires au moulin de Ségland est dressé par devant maître Jacques Foucault, notaire et son substitut, Guillaume Lecoq[105]. Moulin et rivière donnés à bail en octobre 1648, par devant maître Michel Mauduit notaire et Guillaume Lecoq son substitut, depuis la fosse de la Borde jusqu'au moulin Renier[106].
- Moulins de Courtalain, et la grande de Bois-Ruffin. En 1421, Pierre d'Illiers (mort en avril 1424), écuyer, seigneur d'Illiers, Maisoncelles et du fief de Saint-Mars, gouverneur de Châteaudun (1416)[107], paye une rente de blé sur ces deux lieux à cause de sa seconde femme Marguerite de Taillecourt, et de Catherine de Rouvray, fille de Marin de Rouvray, premier nom de ladite Marguerite, alors décédée[108].

#### Héritages divers
- Entre le 20 août 1495 et le 24 juin 1496 un accord est passé devant maître Oudin Costé notaire de Châteaudun, entre les religieuses de l'abbaye Saint-Avit-les-Guêpières et les chanoines de la Sainte-Chapelle de Châteaudun pour des héritages au Genêt, en la paroisse de Saint-Denis-lès-Châteaudun[109]
- Un bien à Vitray-en-Beauce, à proximité du cimetière[110]

## Privilèges, revenus, dîmes et dépenses

### Privilèges
Droit de prendre à la gabelle certaine quantité de sel sans payer la taxe dite « franc salé », sur le grenier à sel de Châteaudun, faite par le roi de France Louis XIII, en juillet 1637, confirmé par Louis XIV en mai 1652, et Louis XV en juillet 1747

### Revenus
En 1669, au dire d'un témoin, Marin Baron, prêtre curé de Marboué (Eure-et-Loir), le revenu est estimé à 8 000 livres avec ses prieurés pour 6 000 livres, dont les revenus sont déjà apportés à cette abbaye depuis 1644 ou 1649[réf. nécessaire].

### Titres de rentes
- Châtelet de Paris (1690-1767)[112]
- Hôtel de ville de Paris[112]
- Rente de La Canterie, paroisse de Châtillon-en-Dunois[113]

### Dîmes
- Dîmes de la paroisse d'Orgères-en-Beauce : les religieuses sont maintenues dans la possession de leur droit de percevoir le quart des dîmes de cette paroisse par lettres royales de 1483[114].
- Dîmes de la paroisse de Jallans : en 1493, un procès a lieu entre le curé de Jallans, et les religieuses de Saint-Avit pour les grosses dîmes, celles levées sur les principaux revenus de la paroisse, comme le seigle, le blé et le vin.de ladite paroisse de Jallans[115].
- Entre août et octobre 1657 un accord est trouvé pour la délimitation des dîmes dépendantes du prieuré Saint-Valérien et de celui de Jallans par Pierre de Bérulle, prieur de Saint-Valérien et Catherine I d'Illiers de Balsac[116].
- Dîmes de la paroisse d'Ouzouer-le-Doyen. À l'hiver 1545 est signé un accord concernant les dîmes de cette paroisse en Marguerite de Houville, abbesse et Jacques des Haies, seigneur d'Ouzouer-le-Doyen[117].

### Cens
La recette des cens et dîmes abandonnées à l'abbaye est collationnée pour la période allant de 1673 à 1701
Les censiers de l'abbaye qui nous sont parvenus concernent les années 1554 de 1601 à 1604

### Dépenses
Les plus grosses dépenses allaient pour les métairies et les moulins. Parmi les charges : décimes ordinaires et extraordinaires, emprunts, serviteurs et deux ecclésiastiques gagés, 21 religieuses tant de sœurs que de sœurs layes[réf. nécessaire].

## Abbesses
1. 1044 : Adelicie, ou Adèle Ire, ou encore Alix, première abbesse (Chartres). Acte de donation par Gannelon, neveu, de l'évêque Thierry. Elle figure comme religieuse dans un titre de 1045 concernant la restauration du monastère. Le Nécrologe de l'abbaye dit « Au 15 des calendes d'octobre, décès d'Adèle, abbesse, qui fut la première mère de cette église ».
2. 1118 : Adèle II. Cette année-là, elle promet à Geoffroi, évêque de Chartres, « la soumission et l'obéissance qui lui étaient dues selon les règles des Pères ».
3. 1138 : Isabelle Ire. Il est fait mention d'elle dans un titre de cette année.
4. 1150 : Ermengarde Ire de Plancy. Elle est citée dans divers titres de cette année-là.
5. 1168-1178 : Hildegarde, transige en 1168 avec Hugues, abbé de Saint-Calais et obtient du pape Alexandre III une bulle en date du 16 septembre 1170, maintenant les biens de son abbaye. Elle avait deux sœurs : Claire et Eustachie. Qualifiée de très illustre femme dans une charte du prieuré Saint-Martin au Val de Chartes en 1178 qui atteste qu'elle était encore en charge à cette date. Le Nécrologe parle sans doute d'elle en ces termes à la date du 13 décembre : « Décès de Ghidarde, abbesse de ce lieu ».
6. 1180 : Agnès Ire (morte un 19 janvier), [Note 11]
7. ? : Agnès II La Charière (morte le 21 mars).
8. ? : Agnès III (morte le 19 avril).
9. ? : Bertrande (morte le 27 avril).
10. ? : Pétronille ou Pierrette de Noyon (morte le 15 juillet).
11. ? : Aveline (morte le 28 septembre).
12. ? : Odeline (morte le 2 octobre).
13. ? : Agnès IV de Monroleu (morte le 22 octobre).
14. 1186-1190 : 'Ermengarde II. Selon le cartulaire de l'abbaye, elle gouvernait à ces dates. Un titre de Bonne-Nouvelle d'Orléans la nomme Hermeniarde. Elle certifie avoir reçu en 1190 une aumône de 6 sous d'Arnaud des Roches et avoir admis la fille de celui-ci comme religieuse.
15. 1203 : Eustachie Ire.
16. 1206 : Ade.
17. 1206 : Claire de Vitray, siégeait la même année.
18. 1207 : Berthe.
19. 1214-1218 : Alaïs ou Alice, mentionnée dans des actes à ces dates-là.
20. 1219 : Helvide, en poste cette année. Le Nécrologe place sa mort un 4 novembre.
21. 1221 : Ermengarde III, abbesse à cette date.
22. 1222 : Eloïse, abbesse (peut être Eloïse de Villemesle)[2],[3].
23. 1225 : 'Hersende ou Helvise, figure dans les titres de cette année-là.
24. 1226-1228 : Élisabeth ou Isabelle (morte un 15 avril).
25. 1238-1248 : Agnès V, son nom paraît dans les titres au cours de ces années-là.
26. 1250-1269 : Eustachie II, en poste tout au long de ces années là (morte un 22 janvier).
27. 1279 : Ermessende ou Hélène, suivant le cartulaire.
28. 1333 : 'Jeanne Ire de La Forteresse.
29. vers 1340-vers 1350 : Alpaïs d'Augerant. Elle était la fille d'Hugues d'Augerant, chevalier, chambellan du roi Louis le Hutin, et sœur de Jean d'Augerant (1312-1375), évêque de Chartres de 1360 à 1368, chambellan du roi à la mort de son père. Le Nécrologe place sa mort un 25 avril. Elle légua pour son anniversaire 10 livres et une coupe en argent.
30. 1351-? : Ysabelle, abbesse du monastère de Saint-Avit de Châteaudun, donne quittance à Jaquet Desrée, bourgeois de Châteaudun et receveur du comte de Blois au bailliage de Dunois, de la délivrance d'un millier de harengs et d'une certaine quantité d'huile dus annuellement[121].
31. 1368-1374 : Alipds. Quittance de 10 livres tournois sur une rente annuelle d'huile et d'un millier de harengs due par le comte[122].
32. 1375-1384 : l'abbesse reçoit Saincette de Pré comme religieuse pour laquelle une dot est constituée[123]
33. 1384-1385 : l'abbesse reçoit comme religieuse Isabelle de Varennes à son abbaye entre le 12 septembre 1384 et le 6 février 1385[124].
34. 1391-1404 : Jeanne II de Saint-Avit, abbesse[2],[3]. Selon le Nécrologe, elle est morte un 10 octobre.
35. 1411-1417 : Jeanne III de Frouville. L'abbesse reçoit comme religieuse Marguerite Lespicier avec constitution de dot[125]. Son nom paraît également en 1442 et sa mort est survenue un 12 juillet. Elle lègue un vase d'argent au monastère pour son anniversaire.
36. 1446-1449 : Isabelle II de Montbourcher. Issue d'une famille noble du diocèse de Rennes, elle promet obéissance à Pierre Bèchebien (mort en mars 1459), évêque de Chartres, le 22 juin 1446 et meurt en 1449.
37. 1450-1453 : Jeanne IV d'Aignay, promet obéissance à l'évêque Pierre Bèchebien le 23 mars 1450.
38. 1453-1470 : Marie Ire de Harville, promet obéissance à l'évêque Pierre Bèchebien en septembre 1453. Le Nécrologe de l'abbaye dit d'elle : « Le 18 décembre 1470, mourut Marie de Harville, abbesse de ce lieu, laquelle nous a fait le plus grand bien, et a obtenu à ce monastère la restitution des saintes reliques que détenaient les chanoines de Saint-Martin de Tours pour le prêt d'une certaine somme d'argent, qu'ils nous avait fait autrefois ».
39. 1470-1479 : Jeanne V Lejeune, ou La Jeune, promet obéissance à Milon d'Illiers, évêque de Chartres, et quelques années après se démit de la dignité abbatiale. En tant qu'abbesse de Saint-Avit, elle reçoit quittance pour réparations faites à la chapelle de Notre-Dame de Fontenay-sur-Conie[126]. Elle reçoit Dauphine de Renti comme religieuse pour laquelle son père Jacques de Renti, seigneur de Montigny, a constitué une rente de 8 livres en faveur de l'abbaye entre le 12 janvier 1485 et le 15 janvier 1486[127]. Florent Fournier procureur-général du comte de Dunois constitue le 17 janvier 1486, une rente de 6 livres en faveur de l'abbaye pour l'entrée de sa fille Andrée Fournier en religion. La même année, au mois de septembre une dot est constituée pour l'accueil de Françoise de Berthemont au sein de la communauté[128].
40. ?- 1479 : Jeanne VI de Varennes. Le Nécrologe mentionne à la date du 8 avril 1479 : « Décès de Jean de Varenne, chevalier, et décès de noble damoiselle marquise de Varenne, mère de dame  Jeanne, humble abbesse de cette maison ».
41. 1480-1490 : Jeanne V Lejeune, ou La Jeune. En 1485 quittance est donnée par Jean Prévost, notaire à Châteaudun pour réparations faites à la chapelle Notre-Dame de Fontenay-sur-Conie [129]. En janvier 1486 Florent Fournier, procureur-général du comte de Dunois constitue une rente de 6 livres, lors de l'entrée de sa fille Andrée Fournier à l'abbaye comme novice[130]. En 1487, Marie Sarrazin, fille de Jean Sarrazin, seigneur de la Salle en la paroisse de Bouër au Maine, reçoit une dot pour sa réception à l'abbaye[131]. En 1488, Jean des Haies, seigneur d' Ouzouer-le-Doyen constitue une dot pour sa fille Perrette des Haies, et sa femme Perrine Lenfant entrées toutes les deux en l'abbaye[132]. En 1490, Louise de Prunelé, fille de Pierre de Prunelé, seigneur d'Ouarville, est reçue comme religieuse[133]. . Jeanne Lejeune meurt le 18 janvier 1501. L'abbaye lui doit la construction de ses cloîtres, du dortoir, du réfectoire et d'autres bâtiments et elle a fait beaucoup de bien au monastère. Elle fut inhumée dans l'ancienne chapelle des abbesses selon le Nécrologe du lieu.
42. 1491-1535 : Jeanne VII de Honville. Elle reçoit la bénédiction abbatiale des mains de l'évêque Milon d'Illiers le 11 novembre 1491 et elle meurt en 1535. Le Nécrologe porte à la date du 2 novembre : « Mourut noble homme Pierre de Honville, père de dame Jeanne notre abbesse, lequel nous a donné cinquante sous à prendre sur sa terre de Chavigny, et aussi vingt sous pour la lampe du dortoir ». Marguerite du Mont, est reçue religieuse avec constitution de dot au printemps de 1496[134]. En 1497, entre comme religieuse avec constitution de dot: Andrée Fournier [135]. Jeanne de Honville, reçoit  en 1504, Adrienne du Plessis comme religieuse dont le père fait don de la métairie de la Lignetière sur la paroisse de Saint-Pellerin[136]. Au printemps de l'année 1515 Mathurine de Montireau est reçue religieuse et son père Jean de Montireau, seigneur dudit lieu, lui constitue une dot au profit de l'abbaye[137]. À l'été de 1517, elle accueille comme religieuse, sa parente : Marquise de Honville dont la mère Léonnette de Bailleul, veuve de Laurent de Honville a constitué une dot pour cet événement[138]. En 1518, c'est Isabelle de la Forêt qui entre à l'abbaye avec pour cette dernière une rente de 15 livres[139]. En 1521, Guillaume Le Picard, écuyer, seigneur du Boille, et des Mésengères[140], et Marie d'Illiers sa femme constituent une rente en faveur de l'abbaye pour la réception de leur fille Yvonne Le Picart comme religieuse[141].En mars 1522, elle reçoit Marguerite de Honville comme religieuse dont la mère Léonor de Bailleul, veuve de Laurent de Honville, seigneur du Fresne [Note 12], a constitué une dot pour sa fille[142].Elle reçoit en 1523, Agnès de Trie comme religieuse, dont la mère Charlotte de Froidarde, femme de Jacques de Trie, seigneur de Moussay en Sologne, fait don  de 15 livres de rente[143]. L'année suivante elle reçoit Françoise de Baudereuil dont l'oncle Gui de Baudereuil (Baudreuil), abbé de l'abbaye Saint-Martin Saint-Martin-en-Vaulx[Note 13] , constitue une rente de 20 livres à cette occasion au profit de l'abbaye[144].
43. 1535-1549 : Marguerite de Honville, nièce de la précédente, vivait encore en 1546[Note 14]. À la fin de 1536, elle reçoit comme religieuse Jeanne d'Illiers, dont la mère Pérette d'Avaugour, femme de Charles d'Illiers, seigneur de Chantemesle fait don à l'abbaye de 25 livres de rentes, et 100 livres une fois payées, une tasse d'argent, une cuiller d'argent et une chasuble de satin. Pendant cette même période Renée de Sercey est reçue religieuse et son père René de Sercey, seigneur de Milley au diocèse d'Angers, fait don de 20 livres de rente[145]. Entre la mi-août 1538 et le 21 octobre 1539, Marguerite de Honville fait une transaction avec Léonard de Renty, seigneur de Montigny, au sujet d'une somme de 50 écus d'or donnée à ladite abbaye par Jacotin de Renty son aïeul. Suivent les signatures de l'abbesse, puis de Marie de Théligny, prieure claustrale; Françoise Sarrazin; Mathurine de Montireau; Jeanne des Loges; Agnès de la Trie; Madeleine du Reynier; Françoise de Baudereuil; Yvonne le Picard; Antoinette de Chastellux; Jeanne de Courtavel; Marie du Plessis [146]. Le 25 juin 1543 Marguerite de Honville reçoit Antoinette des Loges comme religieuse dont les parents Jacques des Loges, seigneur de Touche-Ronde en la paroisse de Lavaray, et Rolande d'Ardenay, son épouse font un don de 20 livres de rente au profit du monastère[147]. Entre 1542 et 1544 elle réceptionne comme religieuse, sur une lettre de cachet de la Reine de France Éléonore de Habsbourg une religieuse professe  du Monastère des Chaises, au diocèse de Saint-Flour[Note 15] nommée: Jeanne de Gozolles[148]. En 1546, elle reçoit Charlotte de Launay comme religieuse dont la rente de 25 livres, est constituée par Adrien de Launay[Note 16] ,[149] , [Note 17] ,[150], seigneur de Saint-Germain-le-Vieil au profit de l'abbaye[151]. En 1547, Roberte de Sapion est reçue religieuse, avec une dot[152].
44. 1549-1569 : Madeleine Ire de Warty, ou  Warluis, abbesse. Catherine de Montireau, prieure de Saint-Avit. En avril 1451, madame de Warty reçoit pour l'abbaye une rente de 25 livres pour la réception d'Antoinette de Cossé comme religieuse, acte signé par François Talvatz, notaire de Châteaudun en compagnie de Marie de Théligny, prieure claustrale, Dauphine de Renty, chantre; Jeanne de Seronville; Marguerite des Cartes; Mathurine de Montireau; Isabeau de la Forêt; Agnès de la Trie; Jeanne des Loges; Madeleine du Reynier; Marquise de Varennes; Jeanne de Courtavel; Marie du Plessis; Marie de Ponts; Marie de Thiville; Nicole de Saulmery; Madeleine Sarrazin; Antoinette des Loges[153] Marguerite de Peigné est reçue religieuse en août 1553[154] En 1556, constitution de dot par Louis de Courtalain, seigneur de Prasville et Louise de Lailly en faveur de Louise, leur fille, reçue à la profession religieuse en l'abbaye de Saint-Avit[155] , [156]. Entre 1557 et 1561, l'abbesse va engager pour 130 livres auprès du notaire Laumer Leber: « bagues et doreures qui s'ensuivent : une escuelle à oreilles d'argent; deux coupes d'argent doré; une agatte taillée en médaille enchâssée en or; six anneaux d'or dont y a pierres enchâssées, c'est à savoir deux vertes, une rouge, une grise, une bleue et une cornalline; une esguière d'argent doré avec l'estuy »[157]. En septembre 1558, elle co-signe une transaction par devant le notaire François Calvat, avec Antoine de Bourbon, duc de Vendôme, au sujet du droit d'usage dans les bois du fief Bouchet, les cosignataires avec l'abbesse sont : Madeleine du Raynier, chantre; Isabelle de La Forêt; Mathurine de Montireau, prieure de Beaumont; Agnès de la Trie, prieure de Saint-Blaise; Marquise de Varennes; Nicole de Saumery; Marie de Thiville; Anne de Brosset; Madeleine Sarrazin; Yvonne de Montireau; Marie de Souches[158]. En mars 1564, elle procède à la révocation de François Hatte comme vicaire-général, par devant Guillaume Noyer, notaire[159]. Destituée, condamnée par arrêt de la Cour du Parlement de Paris contre sa personne pour s'être rendue huguenote[160].
45. 1569-1573 : Marie II de Thiville, abbesse.
46. 1573-1595 : Marie III de Serviat, elle meurt le 18 juin 1595. En mai 1577, elle obtient quittance de sa crosse abbatiale en argent qu'elle avait mise en gage[161]. Elle passe un accord au printemps de 1578 avec Gilbert de Riclènes, seigneur de La Chaise au pays d'Auvergne, pour recevoir comme novices ses deux filles, âgées de 13 ans, pour Louise, et 7 ans pour Péronnelle[162]. C'est en septembre 1578 que Madeleine de Masquerel est reçue comme religieuse[163]. Au mois d'avril 1581, elle reçoit une rente de 10 écus au profit de l'abbaye par René de Meung, dit de La Ferté, seigneur de La Ferté-Aurain, et Aimée de Chastellux, sa femme pour la réception de leur fille Claude de La Ferté comme religieuse[164]. C'est en mai 1581, que Louise de Manneville, Louise et Péronnelle de Riclènes, ainsi que Madeleine de Masquerel sont reçues religieuses avec constitution de leur dot[164]. Au mois de mai 1583 Marie de Serviat obtient quittance de 201 écus de la part du marchand Jean Mingres qui a fourni à l'abbaye : draps, serges, et autres marchandises[165]. Au printemps 1584 Françoise Coursier entre comme religieuse à l'abbaye[166]. En décembre  1585, madame de Serviat reçoit au sein de son abbaye : Charlotte de Gennes comme novice[167]. À l'été 1588, elle reçoit deux novices Anne de Molitard, et Isabelle Le Cauchois[168]. Au printemps de 1594, François de Molitard, seigneur dudit lieu, constitue en faveur de l'abbaye une rente de 60 livres pour la réception de sa fille Anne comme religieuse, et fait donation à l'abbesse d'une coupe d'argent, et à chacune des religieuses d'une cuillère en argent[169].
47. 1595-1610 : Madeleine de Masquerel (morte le 22 avril 1610) [Note 18], est abbesse. Au printemps 1598, elle reçoit en qualité de novices: Renée (†.1598), et Françoise de Douhault, les filles de François II de Douhault, seigneur du Bois-Douhault[170] en Touraine, et de Guilberte Audet ou Odet[171]. Pendant l'été 1599, elle reçoit comme novice: Madeleine Guillobé [172], et fait réception de Françoise Le Sergent comme religieuse à l'hiver 1600[173]. Madeleine de Masquerel, signe en mars 1601 un emprunt de 200 écus pour faire des réparations au prieuré de Boisseleau[174], tenu par sa parente Louise de Manneville[Note 19],[175], signent également l'acte d'emprunt, Françoise Coursier, Charlotte de Gennes, Élisabeth Le Cauchois, Françoise Le Sergent, et Anne de Molitard[174], . L'abbesse Madeleine de Masquerel signe le 17 juin 1601 jour de la Saint Avit la reconnaissance des cens dus à l'abbaye en l'étude de maître Barthélemy Guichelin notaire[176], puis un document identique le 2 novembre jour de la Commémoration des trépassés[177]. Au cours du premier trimestre de l'année 1603, madame Françoise de La Vergne, veuve de Jacques de Boursault, seigneur de Viantais constitue au profit de l'abbaye une rente de 200 livres, et fait don de 2 400 livres, en considération de la réception de ses deux filles comme religieuses. Dans la même période les religieuses donnent à bail pour 99 ans, leur terre, et seigneurie de Boursay à Gilles de Voré, seigneur de l' Espicière[178], . Au printemps 1606 a lieu la réception comme religieuses à Saint-Avit de Renée de Boursault et Marthe de Vault[179].
48. 1610-1613 : Jacqueline d'Illiers de Balsac dite Jacquette (vers 1591-vers 1624)[Note 20],[180], entre comme novice en juillet 1610[181]. Prieure de Pont-de-Gennes de 1616 à 1632. Elle eut une liaison amoureuse avec Henri II d'Orléans-Longueville (1595-1663)[182]. En 1617, alors qu'elle n'est plus abbesse puisqu'elle a résigné au profit de sa sœur Catherine, et qu'elle est retournée vivre chez ses parents à Chantemesle, elle met au monde une fille prénommée Catherine-Angélique[Note 21], que son père le duc de Longueville fit élever avec soin[183]. Jacqueline fut abbesse de l'Bonlieu en 1633[184]. Elle reçut la bénédiction abbatiale de Pierre Nivelle, abbé de Cîteaux de 1625 à 1635.
49. 1613-1664 : Catherine I d'Illiers de Balsac, sœur puînée de la précédente. Elle résigne en 1664 pour sa nièce qui suit et porte le même prénom. Sous son abbatiat va s'opérer un profond renouvellement des religieuses au sein de l'abbaye. Elle prend à sa prise de fonction une parente comme novice, Louise de Pierrevive, qu'en 1615 une autre parente par alliance Catherine de Nevers[185], veuve d'Henri d'Orléans-Longueville, vient chercher[186] pour l'installer au sein du prieuré Notre-Dame de Grâce qu'elle vient de fonder à Ville l'Évêque[187]. En novembre 1618, entre Angélique Barré parmi les religieuses signant son acte de réception, se trouvent, outre l'abbesse : Charlotte de Gennes, alors prieure claustrale ; Élisabeth le Cauchois ; Françoise Le Sergent ; Judith de Montaudion ; Françoise de Douhault ; Madeleine Guillobé ; Anne de Boursault et Ancelette d'Arlanges[188]. Une parente de l'abbesse, Louise de Balsac, fille de Barthélemy de Balsac, fait en décembre 1619 son entrée à l'abbaye[189]. Elle reçoit en 1620 deux autres religieuses : Marie Mydorge au printemps et Uranie le Jay à l'automne[Note 22],[190]. En juin 1621, Madeleine Biennet, religieuse, fait abandon à l'abbaye de tout ce qui lui revient dans l'héritage de son père Hubert Biennet, contrôleur-général en la recette générale de Tours, et de sa mère Marguerite Salmon[191]. Au cours de l'année 1621, deux novices vont faire leur entrée à l'abbaye, Marguerite Berthereau en juillet et Louise de Balsac en novembre[192]. Anne Allect entre comme novice en juillet 1623[193]. Marie de Balsac entre comme religieuse[Note 23], en janvier 1625, sa mère Thomasse Bohier, veuve de Barthélemy de Balsac constitue une rente de 60 livres pour sa réception[194]. En juin est reçue Louise Ferray[Note 24],[195]. Jacques Guesdron, seigneur de Saint-Aubin, paroisse de Civry fait don en mai 1626 à l'abbaye d'une somme de 1 600 livres pour la réception de sa sœur Catherine Guesdron comme religieuse[196]. Catherine I d'Illiers  accueille Louise Asseline comme religieuse au printemps 1627[197] et l'été de la même année, Jeanne de Saint-Mesmin entre comme novice au sein de la communauté, dont le père Jean de Saint-Mesmin, seigneur du Mesnil constitue une dot pour sa fille[198]. Un an plus tard au printemps, elle est reçue religieuse[199] et à l'été, l'abbesse trouve un accord avec Catherine de Laval pour fixer sa pension et celle de Louise Briant qu'elle a prise à son service comme sœur laye à 300 livres[200]. En 1630, elle reçoit au cours du premier trimestre Catherine Barré comme religieuse, puis au second, Henriette Fourneau comme sœur laye[201]. Anne Rousseau entre en décembre 1632 à l'abbaye comme sœur converse[202]. Elle reçoit en mars 1634 Charlotte de Thiville comme novice[203]. En janvier 1649, l'abbesse reçoit comme religieuse Anne de Sillans dont le père Antoine de Sillans, seigneur de Bréau-sans-Nappes lui octroie une dot de 2 000 livres[204]. Au mois de juin de cette même année, elle y reçoit également Marie-Louise de Tiercelin, fille de Charles de Tiercelin, marquis de Saveuse[205]. En 1650, elle reçoit Jacqueline de Commargon comme novice, Françoise Le Sergent étant prieure claustrale en 1648. Parmi les religieuses se trouvent Madeleine Biennet, Angélique Barré, Louise de Balsac, Marguerite Berthereau, Marie de Balsac, Louise Lemercier, Marie Seigneuret, Madeleine Caillet (reçue religieuse  en avril 1638[206], Charlotte de Thiville, Marguerite Bérault, Renée de Commargon, Catherine Tourtier, Anne Dupin, Marie le Jay, Madeleine le Jay, Suzanne de Vassé (reçue religieuse en juillet 1648[207], Silvie de Sillans, Marie-Louise de Tiercelin. Antoine de Sillans, marquis de Creully fait un don de 1 000 livres à l'abbaye pour le réception de sa fille Françoise religieuse de Saint-Avit[208]. En avril 1651, Antoine de Sillans, marquis de Creully et du Bréau-Sans-Nappes, donne une autre de ses filles, Anne de Sillans, au monastère[209]. En 1656, Charlotte d’Estampes, est prieure claustrale de l’abbaye de Saint-Avit et prieure de Fontenay-sur-Conie[210]. Lors de la réception de Marguerite Daguet comme religieuse en mai 1658, elle est accompagnée de Charlotte d'Estampes, prieure claustrale du prieuré de Pont-de-Gemmes (1658), d'Anne Dupin, sous-prieure, prieure de Boisseleau (1656), Angélique Barré, Louise d'Illiers de Balsac, Catherine de Guesdron prieure de Saint-Blaise (1656), Marie Seigneuret, prieure de Saint-Agil (1656), Marguerite Bérault, Catherine Tourtier (1656), Renée de Commargon (1656), Suzanne de Vassé (1656), Marie-Louise de Tiercelin (1656), Madeleine Le Jay (1654), Marie le Jay (1656), Silvie de Sillans, prieure de Saint-Étienne-des-Genêts (1656), Françoise de Sillans (1656), Anne de Sillans (1656), Jacqueline de Commargon reçue en (1652)[211], présente en 1656 dans les actes, Claude du Coudroy (1656), Marie du Coudroy (1656)[Note 25], elles furent reçues comme religieuses en mai 1654[212], Madeleine Caillé (1656)[213]. En septembre 1663, elle reçoit comme novices Marguerite Tourtier, Anne et Marie de La Haye, et au mois de décembre de la même année elle donne à bail la métairie de Bardillet sur la paroisse de Péronville[214]. Parmi les religieuses présentent sous son abbatiat se trouvent Charlotte de Thiville (1654), celle-ci fut reçue novice en mars 1634[203], Marguerite Bertereau (1654) et Louise Lemercier (1654).
50. 1664-1718 : Catherine II d'Illiers de Balsac, lors de sa réception  à l'abbaye en janvier 1657, son père  Léon d'Illiers de Balsac constitue au profit de l'abbaye une rente de 300 livres[215]. Elle est reçue par sa tante Catherine I d'Illiers de Balsac, qui résignera en sa faveur. Catherine II, va en septembre 1669, suivre la procédure imposée par le Parlement de Paris pour réunir officiellement ses prieurés à la clôture de l'abbaye, c'est-à-dire intégrant leurs revenus à ceux de la maison mère, conformément aux décrets de l'Église[Note 26] sur la discipline des moniales à la suite de la « crise des prieures » à Saint-Blaise en Anjou (1624-1630). C'est ainsi qu'elle obtient l'accord de l'évêque d'Angers, Henri Arnauld (1597-1692), le 11 octobre 1669 de réunir le prieuré de Saint-Blaise à son abbaye et de recevoir sa prieure Catherine Geray, ainsi que celui de l'évêque de Chartres Ferdinand de Neufville de Villeroy (1608-1690) pour les prieurés dépendant de son diocèse[216]. Des voies de fait ayant été commis contre l'agent d'affaire de l'abbaye par François Carré, procureur de l'élection de Châteaudun, les religieuses entamèrent des procédures judiciaires contre celui-ci de 1691 à 1695[217]..

Pendant seize années, de 1699 à 1715, eurent lieu entre l'abbaye et les héritiers de Henri d'Illiers d'Entragues des procédures au sujet de la rente due par Léon de Balsac d'Illiers.
1. 1718-1726 : Louise-Marie de Simiane, baptisée le 12 décembre 1666, elle obtient l'abbaye le 2 octobre 1718 et reçoit la bénédiction le 21 juin 1719. Elle siége jusqu'en 1726.
2. 1726-? : Bonne Binet de Montefroy, nommée par le roi Louis XV.
3. (1747-)1771: Marie Rose de Maussabré (« meurt le 6 avril 1771, des suites d'un cancer »)
4. 1771-1789 : Marguerite Françoise de Pierres de Fontenailles (morte le 27 janvier 1789).
5. 1789-1790 : Mme de Saint-Gilles
Nommée en 1789, elle fut contrainte de quitter son abbaye quelques mois après son installation.

## Personnalités liées à l'abbaye
- Yvonne Le Picard, religieuse en 1521[219]
- Jeanne d'Illiers de Balsac et sa sœur cadette Catherine d'Illiers de Balsac, religieuses la première vers 1536 la seconde vers 1549 cette dernière deviendra abbesse d'Assey. Elles sont les filles de Charles II d'Illiers et de Perrette d'Avaugour[220]
- Elisabeth d'Illiers de Balsac religieuse de Saint-Avit vers 1647. Sœur cadette de l'abbesse Catherine II[221]
- Roger Menour, en novembre 1690 est chapelain de l'abbesse Catherine II d'Illiers de Balsac[222].
- Jean Benaguet (actif en 1669), prêtre de l'abbaye, procureur du prieuré Saint-Blaise auprès de l'évêque d'Angers. En octobre 1670, il rédige son testament devant Pierre Savigny notaire et lègue à l'abbesse Catherine II une table et deux guéridons émaillés et à Jacques Roger, docteur en médecine, les drogues, couleurs, pinceaux et esprit de vin qui sont dans sa chambre[223].
- Antoinette le Jay, ou Le Geay, religieuse de l'abbaye qui à la suite de son décès, donne lieu à un accord entre ses consœurs et Jacques de Courtarvel, seigneur de Saint-Remy pour son héritage[223].
- Maître Louis Bellier, né vers 1597, prêtre demeurant à l'abbaye, témoigne également dans l'état des lieux de 1669. Il dit y célébrer la messe tous les jours et que les plus grosses dépenses sont celles faites pour les moulins et les métairies[réf. nécessaire].